# Discoglossus galganoi
Il discoglosso iberico (Discoglossus galganoi Capula, Nascetti, Lanza, Bullini & Crespo, 1985) è un anfibio anuro appartenente alla famiglia degli Alitidi.

## Descrizione
La forma del corpo del discoglosso iberico ricorda quello di una rana. La pelle è liscia, con poche ghiandole, la lingua discoidale e le pupille, in presenza di luce, a forma di goccia rovesciata. Le parti superiori sono molto variabili, in genere brunastre, verdastre, grigiastre, giallastre o rossastre, con macchie marroni scure dai bordi chiari, due bande laterali e una centrale chiare, ma a volte anche del tutto prive di marcature; le parti inferiori sono biancastre. Le dita posteriori, dal palmo liscio, sono inframmezzate da membrane ben sviluppate. I maschi non hanno sacche vocali. La lunghezza è di 4-8 cm nei maschi e di 4-7 cm nelle femmine.

## Biologia
Specie notturna e diurna. La stagione riproduttiva dura quasi tutto l'anno, con un totale di 5000-6000 uova che vengono deposte in acqua singolarmente o in piccoli ammassi.

## Distribuzione e habitat
Il discoglosso iberico è diffuso su quasi tutta la penisola iberica ed è fortemente legato all'acqua. Si trova soprattutto presso corsi e specchi d'acqua di piccole dimensioni.

## Tassonomia
La sottospecie orientale D. g. jeanneae è stata classificata per qualche tempo come specie a sé stante, ma non è chiaramente distinguibile dalla forma nominale, non solo morfologicamente ma anche geneticamente. Occupa la parte orientale dell'areale di distribuzione, mentre la forma nominale popola quella occidentale.